# Десницкий, Семён Ефимович
Семён Ефи́мович Десни́цкий (ок. 1740 года, Нежин — 15 июня [26 июня] 1789, Москва) — русский просветитель, учёный-правовед, коллежский асессор, доктор римских и российских прав, публичный ординарный профессор юриспруденции Московского университета, член Российской академии. По выражению Н. М. Коркунова, «праотец русской юридической профессуры».

## Биография
Семён Ефимович Десницкий родился в Нежине и происходил из мещанского либо духовного сословия, возможно из казацкой семьи. Точных данных об этом периоде нет, даже год рождения указывается приблизительно.
Первоначальное образование получил в семинарии Троицкой Лавры. Учился в отделении для разночинцев Университетской гимназии, затем в 1759—1760 годах был студентом Московского университета, но вскоре был вызван в Петербург. По указанию фаворита императрицы генерал-адъютанта И. И. Шувалова С. Е. Десницкий и И. А. Третьяков (тоже впоследствии профессор) были командированы в Великобританию (точнее в Шотландию) в Университет Глазго, где они изучали юриспруденцию, математику, химию, историю. Также Десницкий слушал курс нравственной философии у Адама Смита.
В университете Глазго в 1765 году Десницкий был удостоен степени магистра искусств, а в 1767 году получил звание доктора гражданского и церковного права (без защиты диссертации). При этом С. Е. Десницкому специально были пожалованы «привилегии английского гражданства», несмотря на то, что он оставался российским подданным.
Вернувшись в Россию и выдержав экзамен на право чтения лекций, в 1767—1787 годах С. Е. Десницкий занимал должность профессора права в Московском университете, где сначала читал римское право, а потом первый начал разработку русского права и вообще преподавание права на русском языке (ранее преподавание велось на латыни). Причём, он изначально придал преподаванию права практическое направление (анализ действующего российского законодательства и юридической практики).
Чтение лекций Десницким на русском языке встретило поначалу резкое противодействие со стороны профессоров-иностранцев, преподававших на латинском и немецком языках, вплоть до того, что вопрос этот был рассмотрен Екатериной II, принявшей сторону Десницкого. Императрица прямо высказалась, «что в университете пристойнее читать лекции на русском языке, а особливо юриспруденцию».
Поскольку Десницкий получил английское образование, он уважительно отзывался о законах и учреждениях Великобритании, и неодобрительно относился к Германии и немецким учёным, которых считал излишне увлёкшимися схоластическими тонкостями в праве.
С. Е. Десницкий выступил одним из экспертов по составлению записок для Уложенной комиссии 1767—1768 годов (формально комиссия действовала до 1780-х годов, хотя после 1768 года не созывалась). В частности, он написал «Представление о учреждении законодательной, судительной и наказательной власти в Российской империи» 1768 года, отражённое императрицей Екатериной II в её «Наказе» Уложенной комиссии.
Десницкий 8 мая 1768 года был возведён в звание экстраординарного профессора и допущен к заседаниям конференции. Через 5 лет — в 1773 году — был наименован ординарным профессором.
Сохранился список пособий к его лекциям (1769 года): Heineccii Institutiones; Пандекты, с комментариями Vinii, Woetii, Noodii; Полный Corpus juris civilis в голландском издании; Указы российские, Кормчая книга, Старинное сводное Уложение, с действующими дополнениями.
Десницкий считается членом-основателем петербургской масонской ложи «Осирис» (с 1781 года работала в Москве). В 1776 году он был одним из трёх ораторов ложи. Некоторыми историками указывается, что в масонство он был принят ещё в Шотландии.
С 1783 года при самом основании литературной Российской Академии С. Е. Десницкий был избран её действительным членом, как популярный оратор. Желая послужить делу, предпринятому Академией, а именно составлению русского словаря, он взял на себя труд сделать выборку правовых терминов начиная со старинных русских законодательных памятников, кончая Уложением Алексея Михайловича.
В 1783—1786 годах Десницкий осуществлял также преподавание английского языка.
В 1787 году С. Е. Десницкий оставил профессорскую службу по болезни, и вскоре (15 июня 1789 года) скончался.
По торжественному признанию Морошкина на акте 1834 года «русский юридический факультет Московского университета создан всецело Семёном Ефимовичем Десницким». Им намечена и получившая осуществление программа, им же привлечены и слушатели. До его вступления на кафедру был период, когда один лишь профессор представлял собою факультет, и был год, когда на факультете был лишь один слушатель.
В целом, С. Е. Десницкий сыграл видную роль не только в становлении Московского университета, но и в российской правовой науке и российском Просвещении.

## Философские и правовые взгляды
Огромное влияние на воззрения С. Е. Десницкого оказала поездка за границу. Он застал там зарождение исторического направления в изучении права (отрицавшего концепцию естественного права, данного от Бога). Большой след в образе мыслей Десницкого оставили: Дэвид Юм как философ и теоретик права, а также Теория нравственных чувств — нравственная философия Адама Смита. Именно в этике он стал видеть своего рода фундамент всех сфер социальной деятельности, включая правовую.
Существенное место в сочинениях Десницкого-философа занимали натурфилософские и космологические вопросы. Он придерживался теории множественности миров, писал о бесконечности и вечности Вселенной.
Важнейшим звеном в развитии общества С. Е. Десницкий признавал установление частной собственности и прежде всего земельной собственности. Им была выдвинута теория «четырёх состояний рода человеческого»: звероловческого и собирательного; скотоводческого; хлебопашеского; коммерческого. Каждому из этих этапов соответствует особый тип собственности. Десницкий приходит к убеждению, что понятие о праве собственности слагается в зависимости от количества труда, затраченного на производство вещи; таким образом институт собственности устанавливается с той поры, когда человек начинает заниматься земледелием и от кочевого образа жизни переходит к оседлому. Однако в полной мере отношения собственности формируются только на современной, «коммерческой» стадии. Уровень богатства общества, согласно Десницкому, в решающей мере определяет и уровень его цивилизованности.
Десницкий не просто писал о вымышленных состояниях рода человеческого, а стремился путём изучения и выявления закономерностей истории показать, каким образом возникает и ограничивается собственность, владение, наследство и прочее.
С. Е. Десницкий являлся сторонником конституционной монархии, а также правовой регламентации общественных и государственных отношений. По его мнению, в России должно было быть установлено разделение властей на законодательную, судительную и наказательную. Он критиковал существующие ограничения в правах целых слоев общества (особенно крепостное право), а также выступал в защиту равноправия женщин. В целом, видно антифеодальный характер позиций С. Е. Десницкого, его сочувствие буржуазному развитию общества.
Как ценящий Юма и Адама Смита правовед, Десницкий с пренебрежением отзывается о Пуфендорфе, чьи труды тогда служили авторитетом во всех заведениях, где преподавалось право. Эта самостоятельность мышления Десницкого имела большое значение, так как ему приходилось закладывать основы для изучения российского законоведения.
Из его трудов наиболее известны: «Слово о прямом и ближайшем способе к научению юриспруденции» (М., 1768) и «Юридическое рассуждение о пользе знания отечественного законоискусства» (М., 1778).
Юристу, по мнению Десницкого, совершенно необходимы четыре науки: нравоучительная философия, натуральная юриспруденция, римское право и отечественное право; последние должны быть изучаемы на основании сравнительно-исторических данных. Важнейшим моментом обучения студентов он считал практику, наряду с кафедрой теории права он призвал открыть кафедру практики, где профессор должен руководить студентами в практических занятиях по разбору тяжебных дел (позднее эта мысль была осуществлена, руководство практикой поручили его ученику Горюшкину).
Сравнительно-исторические идеи встречаются и в других исследованиях Десницкого:
- «Юридическое рассуждение о разных понятиях, какие имеют народы о собственности» (М., 1781)[11], где установление и развитие института собственности объясняется последовательными изменениями экономического быта;
- «Юридическое рассуждение о начале и происхождении супружества» (М., 1774)[12], где автор описывая происхождение семьи, ратует за равноправность мужчин и женщин;
- «Слово о причинах смертных казней в делах криминальных» (М., 1770)[13], одно из первых сочинений такого рода (см. также трактат Чезаре Беккариа «О преступлениях и наказаниях» (итал. Dei delitti e delle pene), первое издание которого вышло в 1764 году);
- «Юридическое рассуждение о вещах священных и прочих» (М., 1772)[14].

Рассматривая вопрос об основании и цели наказания Десницкий выдвинул теории «самозащиты» и «предостережения». Карательная деятельность государства коренится, по его мнению, в инстинкте мести, в потребности отплатить за причиненное зло; казнь тем только разнится от обыкновенной мести, что «она согласна всячески с удовлетворением обидимых и в то же время с общим благоволением посторонних зрителей». Указывая, как на цель наказания, на необходимость поддержания порядка, Десницкий вместе с тем требует, чтобы «учиненные казни не выходили за предел человечества»; иначе, говорит он, зрители могут почувствовать сожаление к преступнику, и сами казни не будут иметь «действительного успеха в пресечении злотворства». Тем самым, он отмечал насколько чрезмерно жестока современная ему карательная система (хотя, например, тогда смертная казнь была отменена, вернее заменена на каторгу и ссылку).
Как переводчик Десницкий известен тем, что перевёл с английского «Наставник земледельческий» Томаса Боудена (М., 1780), а также начало крупнейшего английского юридического сочинения того времени Уильяма Блэкстона — «Комментарии к английским законам» (англ. Commentaries on the laws of England).